# 上施普雷瓦尔德-劳西茨县
上施普雷瓦尔德-劳西茨县（德語：Landkreis Oberspreewald-Lausitz）是德国勃兰登堡州南部的一个县，首府森夫滕贝格。

## 地理
上施普利瓦尔德-劳西茨县西面与易北-埃尔斯特县，北面与达默-施普雷瓦尔德县，东面与施普雷-奈瑟县，南面与萨克森州的卡门茨县和里萨-格罗森海恩县相邻。